# Muscolo quadrato del femore
Nell'anatomia umana il muscolo quadrato del femore è un muscolo che fa parte dei muscoli esterni dell'anca.

## Anatomia
Di forma appiattita e triangolare nasce dall'ischio, si avvicina ai muscoli gemelli sfiorando il muscolo gemello inferiore, termina nel femore.
Gli altri muscoli rotatori laterali dell'anca sono:
- Muscolo piriforme
- Muscolo otturatore esterno
- Muscolo otturatore interno
- Muscolo gemello inferiore
- Muscolo gemello superiore

Il muscolo è irrorato dall'arteria glutea inferiore, mentre è innervato da un ramo del plesso sacrale.

## Origine e Inserzione
Il muscolo quadrato del femore origina dalla tuberosità ischiatica, portandosi lateralmente, passando posteriormente l'articolazione coxo-femorale per inserirsi al di sopra della parte media della cresta intertrocanterica.

## Azione
Ruota lateralmente la coscia quando questa è estesa e la adduce quando questa è flessa.

## Innervazione
Il muscolo quadrato del femore è innervato dal ramo posteriore del nervo otturatore (L3, L4)